# Едуард Скржипек
Едуард Скржипек (нім. Eduard Skrzipek; 26 червня 1917, Бойтен — 25 лютого 1945, Пільзен) — німецький льотчик-ас бомбардувальної авіації, гауптман люфтваффе. Кавалер Лицарського хреста Залізного хреста з дубовим листям.

## Біографія
В 1937 році вступив в люфтваффе. У складі 5-ї ескадрильї 27-ї бомбардувальної ескадри «Бельке» брав участь у Німецько-радянській війні. З 1944 року командував 14-ю ескадрильєю своєї ескадри, яка спеціалізувалася на здійсненні повітряних нальотів на залізничні комунікації ворога. Загинув у бою.
Всього за час бойових дій знищив 43 поїзди і 45 літаків, а також збив 3 літаки.

## Нагороди
- Нагрудний знак пілота
- Залізний хрест
  - 2-го класу (15 вересня 1940)
  - 1-го класу (30 вересня 1940)
- Почесний Кубок Люфтваффе (26 листопада 1941)
- Німецький хрест в золоті (27 травня 1942)
- Медаль «За зимову кампанію на Сході 1941/42»
- Лицарський хрест Залізного хреста з дубовим листям
  - лицарський хрест (16 квітня 1943) — за 350 бойових вильотів, під час яких знищив 22 поїзди і 45 літаків, а також збив 3 літаки.
  - дубове листя (№509; 24 червня 1944) — за понад 575 бойових вильотів і успішне знищення ворожих поїздів (на той момент знищив 43 поїзди).
- Нагрудний знак «За поранення» в золоті
- Авіаційна планка бомбардувальника в золоті з підвіскою «500»